# Museo de arte contemporáneo del Valle del Marne
El Museo de arte contemporáneo del Valle del Marne, en francés Musée d'Art Contemporain du Val-de-Marne (MAC/VAL), es un museo de arte contemporáneo ubicado en la Place de la Libération en la villa de Vitry-sur-Seine, en el departamento del Valle del Marne, en la periferia parisina (Francia). Está abierto todos los días excepto los lunes, y se cobra una tarifa de admisión.
El museo abrió en 2005 y está dedicado a obras de arte desde la década de 1950 hasta la actualidad. Su edificio, diseñado por el arquitecto Jacques Ripault, tiene una superficie total de 13 000 m² (2 600 m² para exposiciones permanentes, 1 350 m² para exposiciones temporales, 480 m² para su centro de investigación y 700 m² para almacenes y talleres). También contiene un auditorio y un cine de 150 asientos, y se encuentra dentro de 10.000 m² de jardín público.
Hoy en día, el museo contiene más de mil obras de artistas activos en Francia, incluidos Arman, Valérie Belin, Daniel Buren, Claude Closky, Eugène Dodeigne, Erró, Hans Hartung, Pierre Huyghe, Valérie Jouve, Bertrand Lamarche, Julio Le Parc, Annette Messager, François Morellet, Marylène Negro, Orlan, Bruno Perramant, Dominique Petitgand, Françoise Pétrovitch, Philippe Ramette, Judit Reigl, Pierre Soulages, Jean Tinguely, y Jean-Luc Vilmouth.